# Menelau (sumo sacerdote)

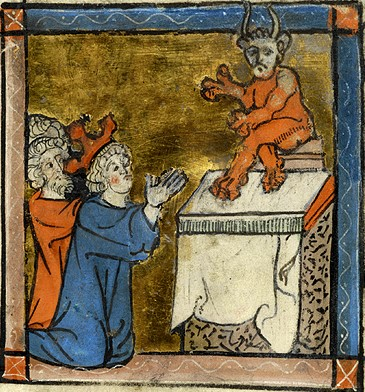
Antíoco IV (atrás dele Menelau) ora diante de um ídolo com chifres no Templo de Jerusalém; 1300–1310; Biblioteca e Museu Morgan

Menelau ou Menaém  foi sumo sacerdote de Israel no período helenístico.
Menelau possivelmente pertencia à família dos Tobíadas, sendo irmão de Simão, que havia chamado a atenção dos reis da Síria Selêucida sobre o tesouro do templo, por inveja do sumo sacerdote Onias III.
Em 175 a.C., Antíoco IV Epifânio substituiu Onias III por Jasão  e Menelau foi colocado como segundo homem no sacerdócio.
Em 172 a.C., Menalau foi encarregado de levar o tributo judeu a Antioquia, e aproveitou para subornar o rei e ganhar o sumo sacerdócio. Ele teve apoio dos Tobíadas, mas o povo se revoltou, apoiando Jasão, e apenas se submeteu diante das tropas sírias.
Menelau teve dificuldades em conseguir o tributo que ele havia prometido, e pilhou o templo; Onias III, que havia ameaçado revelar segredos sobre Menelau ao rei, foi assassinado, e o povo se revoltou. Ele conseguiu escapar do julgamento pelo suborno, e o peso da lei caiu sobre seus acusadores.
Em 171 a.C., Menelau foi convocado, junto de Sóstrato, o governador de Jerusalém, para levar o tributo a Antioquia. Ele deixou seu irmão Lisímaco em seu lugar. Com a ajuda de Lisímaco, Menelau pilhou o templo de Jerusalém. Onias III tentou o impeachment de Menelau, pelo sacrilégio, se refugiou em um santuário de Dafne próximo de Antioquia, mas foi enganado por Andrônico, saiu do santuário, e foi assassinado. Antíoco, quando soube disto, ordenou a execução de Andrônico.
Em 170 a.C., em uma revolta em Jerusalém, Lisímaco foi morto.
Quando chegaram rumores da morte de Antíoco em uma expedição no Egito, em 170 a.C., Jasão reuniu 1000 homens e retomou a posição, mas não conseguiu mantê-la; quando o rei voltou do Egito, puniu severamente Jerusalém. Antíoco sacrificou um porco no altar do templo de Jerusalém e deixou Menelau governando os judeus. Jasão passou o resto de sua vida vagando, e morreu na Lacedemônia.
Em 168 a.C., Antíoco Epifânio enviou seu general Apolônio contra Jerusalém, desarmou os habitantes, destruiu as muralhas, aboliu a lei de Moisés, proibiu a observância do Sabá e a circuncisão, confiscou e queimou copias da Torá, realizou cerimônias pagãs no Templo e tentou forçar a helenização dos judeus.
Em 163 (Ussher) ou 162 a.C. (Wellhausen), após a revolta dos Macabeus, Lísias, general de Antíoco V Eupátor, invadiu a Judeia com um exército, mas substituiu Menelau, no sacerdócio, por Álcimo. De acordo com II Macabeus, Menelau foi executado de acordo com os costumes sírios: ele foi colocado em uma torre e coberto de cinzas, e não recebeu nenhuma sepultura.